# 真藤英喜
真藤 英喜（しんどう ひでき、1966年8月6日 - ）は、日本の教育学者、随筆家。専攻は、教育学・日本人論。大和大学教授、企画室長。

## 経歴
1966年、京都府に生まれる。1985年、滋賀県立膳所高等学校卒。1989年、大阪教育大学教育学部卒。西大和学園中学校・高等学校国語科教諭、白鳳女子短期大学准教授を経て、大和大学の設置準備に携わり、現在、大和大学教授、企画室長。滋賀県草津市在住。

## 人物
膳所高校時代はラグビー班で活躍。教育者として教壇に立つ傍ら、1999年9月～2009年1月の間、奈良新聞に随筆連載。2010年2月、随筆「日本人再発見」を出版。題字は、親交のある俳優・画家片岡鶴太郎が揮毫。墨彩画家として著名な片岡の個展にも同著が並ぶなど親交は深い。

## 著書・講演
- 2000年 「国際人間学入門」春風社、共著、山折哲雄他
- 2003年 奈良県社会教育センターにて講演「日本社会と日本人の課題」
- 2005年 田原本町教育委員会にて講演「今、日本人に求められるもの」
- 2010年 「日本人再発見」奈良新聞社、単著

## 関連人物
- 桂梅枝 (4代目)（桂小つぶ）